# Andreas Kremers
Andreas Kremers (* 10. Februar 1967) ist ein ehemaliger deutscher Fußballspieler.

## Karriere
Kremers kam 1980 vom FC Düsseldorf-Unterrath zur Fortuna, in deren Jugendteams er bis 1985 spielte. Er absolvierte in der Saison 1985/86 seine ersten Spiele in der Bundesliga. Für Fortuna Düsseldorf bestritt er unter Trainer Dieter Brei acht Spiele. In der Folgesaison kam er auf sieben Einsätze für die Fortuna.